# انتشارات سفران
انتشارات سفران نام موسسه انتشاراتی است که در سال ۲۰۰۰ تأسیس شده است و در زمینه انتشار متون دوران باستان، متون تاریخی و زبان‌‌های گذشته فعالیت می‌کند. مرکز آن در بروکسل است.

## جوایز
- سال ۲۰۰۸ کلود ابوسمر (Claude Obsomer)[۳] برنده جایزه ورمراس
- سال ۲۰۱۰ برنارد دو وتر (Bernard De Wetter) برنده جایزه جک لاکروا ( فرهنگستان فرانسه)
- سال ۲۰۱۳ سوودابه مرن[۴] برنده جایزه بُردن (فرهنگستان علوم اخلاقی و سیاسی فرانسه)[۵]  برای نگارش دو مجلد درباره استاد الهی [۶]

## منبع
1. ↑  http://www.safran.be/
2. ↑  http://www.safran.be/resantiquae/
3. ↑  http://www.safran.be/products.php?cat=348
4. ↑  http://droitcultures.revues.org/3275
5. ↑  http://vimeo.com/80455618#at=0
6. ↑  http://www.safran.be/proddetail.php?prod=ELAHI1#prix